# Доња Крашићевица
Доња Крашићевица (хрв. Donja Krašićevica) је насељено место у граду Делнице, Приморско-горанска жупанија, Хрватска.

## Историја
До територијалне реорганизације у Хрватској била је у саставу старе општине Делнице.

## Становништво
У попису становништва из 2011. године, Доња Крашићевица није имала становника.
| Број становника према пописима | Број становника према пописима | Број становника према пописима | Број становника према пописима | Број становника према пописима | Број становника према пописима | Број становника према пописима | Број становника према пописима | Број становника према пописима | Број становника према пописима | Број становника према пописима | Број становника према пописима | Број становника према пописима | Број становника према пописима | Број становника према пописима | Број становника према пописима |
| ------------------------------ | ------------------------------ | ------------------------------ | ------------------------------ | ------------------------------ | ------------------------------ | ------------------------------ | ------------------------------ | ------------------------------ | ------------------------------ | ------------------------------ | ------------------------------ | ------------------------------ | ------------------------------ | ------------------------------ | ------------------------------ |
| 1857                           | 1869                           | 1880                           | 1890                           | 1900                           | 1910                           | 1921                           | 1931                           | 1948                           | 1953                           | 1961                           | 1971                           | 1981                           | 1991                           | 2001                           | 2011                           |
| 28                             | 35                             | 25                             | 20                             | 28                             | 42                             | 35                             | 49                             | 11                             | 13                             | 18                             | 16                             | 4                              | 0                              | 0                              | 0                              |

Напомена: Године 1991. и 2001. без становника.